# Tjärnflotjärnen (Hammerdals socken, Jämtland)
Tjärnflotjärnen är en sjö i Strömsunds kommun i Jämtland och ingår i Indalsälvens huvudavrinningsområde.